# Jesús María Loroño Elguezábal
Jesús María Loroño Elguezábal fue un músico y compositor español. Nació en Larrabezúa (Vizcaya) el 29 de marzo de 1929. Falleció en Bilbao el 13 de septiembre de 2008 a los 79 años de edad.

## Biografía

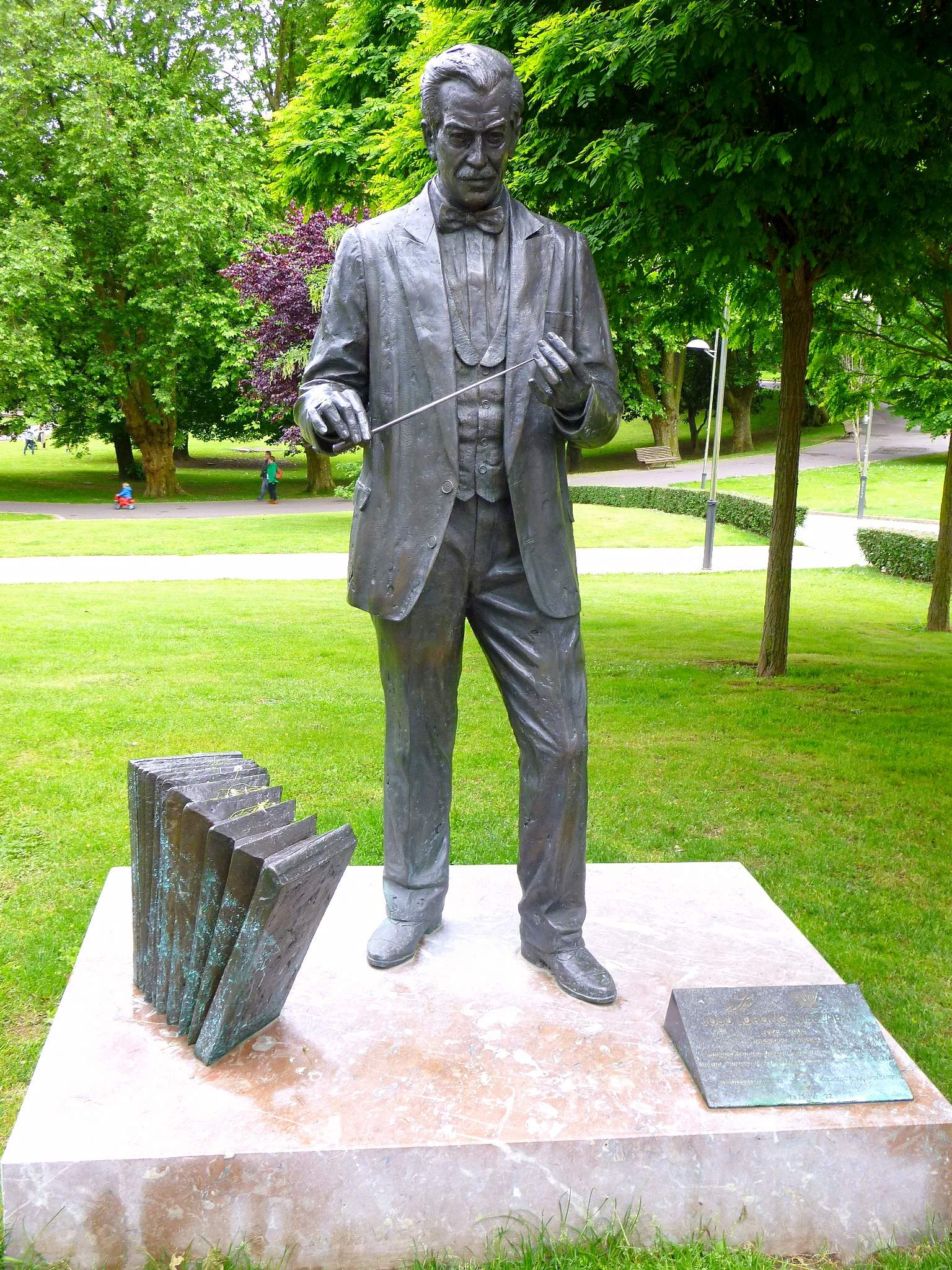
Estatua del músico Jesús Loroño, fundador de la Orquesta Sinfónica de Acordeones de Bilbao, en el Paseo Eduardo Victoria de Lecea.

Desarrolló toda su vida artística y profesional en Bilbao, cursando sus estudios musicales en el Conservatorio Juan Crisóstomo de Arriaga, donde fue profesor de Armonía.
Su pasión por el acordeón comenzó en la década de los cincuenta, destacando como intérprete de este instrumento a nivel internacional. Siendo en aquella época el acordeón un instrumento poco conocido y más ligado a la música popular que a la sinfónica,  gracias a sus largas investigaciones, el 22 de noviembre de 1963 funda la Orquesta Sinfónica de Acordeones de Bilbao, convirtiendo a partir de ahí su gran sueño en realidad, e interpretando con su orquesta las obras de los grandes maestros de la música. Desde los clásicos como Mozart, Beethoven, Rossini, Chaikovski, Verdi, Schubert, Bizet, Strauss, pasando por distintos géneros y estilos muy diferentes, hasta zarzuela, música francesa, popular y sinfónica vasca -Guridi, Sorozábal, etc.- siempre con su característica tímbrica original, logrando un sonido exclusivo y diferente, pasando a ser la gran referencia en el mundo del acordeón.
Él elevó la proyección del instrumento a lo más alto de la música culta y ofreció centenares de conciertos en España, Alemania, Francia y Polonia.
Hombre y artista de fuerte carácter e independencia, gran amante de su pueblo y defensor de su idioma, el euskera, siempre se consideró un idealista, enamorado del siglo XIX. Idealista pero a la vez un trabajador infatigable que no dejaba nada al azar, y consideraba que la inspiración, a la que atribuía solo un 10% del éxito, solo llegaba cuando uno se encontraba trabajando.
Ha sido homenajeado en distintas ocasiones tanto por el Ayuntamiento de Bilbao como por la Diputación Foral de Vizcaya. Entre los reconocimientos recibidos por la Orquesta Sinfónica de Acordeones de Bilbao que él fundó se encuentra el nombramiento en 2005 como “Ilustre Bilbaína” por el Ayuntamiento de Bilbao y el nombramiento en 2015 como “Bizkaitar Argia – Ilustre de Vizcaya” por la Diputación Foral de Vizcaya.
En noviembre de 2013, con motivo del 50.º aniversario de la Orquesta Sinfónica de Acordeones de Bilbao, el Ayuntamiento de Bilbao le rinde homenaje inaugurando una estatua suya en el paseo Eduardo Victoria de Lecea.